# 金刺鼠
金刺鼠（學名：Acomys russatus）得名於其橙紅色的有刺毛皮，覆蓋牠們從頭到尾的身體。這些粗糙、 
This coarse, 毛皮 is thought to protect it from 可保護牠免於被敵人捕食。

## 形態描述
除了頭部和身體上截有金色的皮毛覆蓋，其脇腹呈黃色、底部蒼白。腿灰色，但腳淺色、腳掌黑色。尾巴呈鱗狀。金刺鼠的平均體重約54.4公克重，而雄鼠體重一般比雌鼠重。亦有指稱本物種雙眼底下皆有一顆白點。金刺鼠在野外常被發現其尾巴的部分或整條失去，相信是因由於金刺鼠一種我們至今尚未了解的防禦機制，讓牠們透過犧牲尾巴來逃脫。牠們在野外的平均壽命是三年。雜食性動物，以種子、沙漠植物、蝸牛及昆蟲為食。 
棲息於荒漠地區，金刺鼠是耐旱的動物，牠們能夠從所吃的植物中獲取水份，並產生非常濃的尿液以節約其水份的消耗。金刺鼠天生是夜行動物，但當牠們要與开罗刺鼠共享棲息地時，會適應日行生活。

## 亚种
- Acomys russatus lewisi Atallah, 1967[6]

## 環境
金刺鼠棲息於乾燥及炎熱的沙漠，而這種環境無論在埃及還是中東（包括約旦、以色列、阿曼、沙特阿拉伯及也門）皆很常見。金刺鼠的棲息地被限制於上述地區，是因為以牠們的體型作比較，金刺鼠的新陳代謝速率較其他近似大小的動物為慢，因此當處身於溫度較涼的環境（跌至攝氏度18度以下）時，牠們難以維持體溫至可存活的水平；相反地，金刺鼠能夠忍耐高溫，已知可在高達攝氏度42.5度的環境中仍然存活。金刺鼠並沒有熱中性區，但在處身攝氏度30度時，身體的耗氧度最低。然而，one population was found in the high summits of the mountains in southern Sinai where the temperature falls well below this threshold and there is often snow in the winter.

A. russatus is also very good at conserving the little water it gets from its diet of insects and plants. It does this by producing extremely concentrated urine with 尿素 content up to 4800 mM and 氯化物 concentration up to 1500 mM. This means that it could survive drinking 海水, which is very rare in mammals.

## 繁殖
金刺鼠的繁殖模式屬於機會繁殖者：意即牠們的繁殖行為並不受季節變化影響，如同其他非洲刺毛鼠屬物種一樣並沒有交配季節，而是可於一整年任何時候交配。牠們在出生後約91天就已達至性成熟。每隻雌鼠平均每年可產2.5胎，而兩胎之間會有34天的「空窗期」。作為一種胎生動物，金刺鼠的妊娠期約五至六星期，每胎可產1–5隻小鼠。每一胎小鼠的斷奶期需時兩星期 。當降雨減少，牠們所進食的食物的鹽分濃度會增加，使無論雄鼠或雌鼠的繁殖能力都有負面影響。